# Den lyserøde panter (film fra 1963)
Den lyserøde panter er en film fra 1963, instrueret af Blake Edwards. Filmen er den første i serien om Den lyserøde panter. I filmen introduceres den evigt uheldige Inspector Clouseau, spillet af Peter Sellers.
Filmen blev efterfulgt af Et skud i mørke.

## Handling
Shahen af Lugashs datter Dala (Claudia Cardinale) holder ferie på et eksklusivt skiresort i Schweiz. Med sig bringer hun verdens største diamant, kaldet Den lyserøde panter. Her befinder den berygtede diamanttyv Sir Charles Lytton (kaldet Fantomet) (David Niven) sig også. Lytton er sammen med sin nevø George Lytton (Robert Wagner). George ønsker at stjæle den lyserøde panter og skyde skylden på Fantomet (som han ikke ved er hans onkel). Fantomet selv er også ude efter diamanten, men han har den franske opdager Clouseau (Peter Sellers) efter sig. Clouseau indlogerer sig på hotellet sammen med sin kone Simone (Capucine Germaine Lefebvre) i den tro, at han endelig skal fange Fantomet.

## Medvirkende
- David Niven – Sir Charles Lytton/Fantomet
- Peter Sellers – Inspector Jacques Clouseau
- Robert Wagner – George Lytton
- Capucine Germaine Lefebvre – Simone Clouseau
- Claudia Cardinale – Prinsesse Dala af Lugash
- Brenda De Banzie – Angela Dunning